# مونتايسلو (مقاطعة لافاييت)
مونتايسلو، مقاطعة لافاييت (بالإنجليزية: Monticello, Lafayette County, Wisconsin)‏ هي بلدة تقع بولاية ويسكونسن في الولايات المتحدة. تبلغ مساحتها 50.9 (كم²)، وترتفع عن سطح البحر 312 م، بلغ عدد سكانها 148 نسمة في عام 2000 حسب إحصاء مكتب تعداد الولايات المتحدة وتصل الكثافة السكانية فيها 2.9 نسمة/كم2.

## وصلات خارجية
- The US50 - Cities and Towns in Wisconsin State
- Wisconsin Cities and Towns, Facts, Map, Flag, Colleges, Government, and More